# CA Central Córdoba (Santiago del Estero)
Club Atlético Central Córdoba – argentyński klub piłkarski z siedzibą w mieście Santiago del Estero, stolicy prowincji Santiago del Estero.

## Osiągnięcia
- Udział w mistrzostwach Argentyny Nacional (2): 1967, 1971
- Mistrz Liga Santiagueña de Fútbol (24): 1945, 1957, 1959, 1960, 1961, 1962, 1963, 1964, 1965, 1966, 1967, 1969, 1970, 1971, 1974, 1975, 1976, 1978, 1983, 1984, 1986, 1995 Apertura, 1997 Apertura, 1999 Clausura

## Historia
Klub założony został 3 czerwca 1919 roku i gra obecnie w czwartej lidze argentyńskiej Torneo Argentino B.